# Chlorion striatum
Chlorion striatum là một loài côn trùng cánh màng trong họ Sphecidae, thuộc chi Chlorion. Loài này được Li and Yang miêu tả khoa học đầu tiên năm 1989.